# Ierotei Tesmotetul
Ierotei Tesmotetul (în greacă θεσμοθέτης Ἱερόθεος, transliterat: Thesmothetes Ierotheos; n. secolul I d.Hr., Grecia – d. secolul I d.Hr.) este considerat primul conducător și episcop al creștinilor din Atena. Titlul tesmotet îi desemnează pe cei șase magistrați atenieni însărcinați cu păstrarea și interpretarea legilor.

## Biografie
Se cunosc puține informații despre Ierotei (Ἰερόθεος, „sfințit de Dumnezeu”); el a fost, potrivit tradiției bisericești, unul dintre înțelepții Areopagului, adică unul dintre oamenii învățați din orașul Atena. El a fost inițiat în creștinism de Apostolul Pavel, care l-a botezat și l-a hirotonit anterior anului 52. Ierotei l-a vizitat frecvent și l-a instruit în creștinism pe Dionisie Areopagitul, învîțându-l principalele elemente ale credinței creștine. Istoricii creștinismului nu  au ajuns la un consens dacă Ierotei a fost preot sau episcop; unele tradiții îl prezintă pe Dionisie ca primul episcop al Atenei.
Neoplatonicianul din secolul al V-lea, Pseudo-Dionisie a scris despre Ierotei. Cu toate acestea, Pseudo-Dionisie a adoptat numele anteriorului Dionisie ca pseudonim și, astfel, el nu l-a cunoscut de fapt pe Ierotei, iar descrierea lui Ierotei și a lucrărilor sale pe care le-a realizat Pseudo-Dionisie sunt fictive sau un omagiu voalat adus unui contemporan din secolul al V-lea al lui Pseudo-Dionisie. Astfel, a existat un Ierotei și, în vremea lui Pseudo-Dionisie, un Pseudo-Ierotei.
Potrivit lui Pseudo-Dionisie (Despre numele divine, 3:2), Ierotei a fost un imnograf desăvârșit:
„El era transportat în întregime în afara corpului său și era absorbit atât de profund în comuniunea cu lucrurile sacre pe care le celebra în imnologie, că pentru toți cei care l-au auzit, l-au văzut și l-au cunoscut și chiar și pentru cei care nu-l cunoșteau el părea să fie un imnograf divin inspirat de Dumnezeu.”

## Ierotei și Adormirea Maicii Domnului
S-a spus că Ierotei a fost prezent în timpul Adormirii Maicii Domnului,  că  a stat în mijlocul apostolilor și i-a mângâiat cu cântece religioase și imnuri, pe care le-a cântat acompaniat de instrumente muzicale.